# Valerianus
Valerianus was een cognomen in het Romeinse Rijk.
Bekende dragers van dit cognomen (of naam) zijn:
- Valerianus I (Publius Licinius Valerianus), Romeins keizer van 253 tot 260;
- Valerianus II (Publius Licinius Cornelius Valerianus), zoon van keizer Gallienus, Caesar van 256 tot 258.